# Дворец Потоцких (Львов)
Дворе́ц Пото́цких (укр. Палац Потоцьких, пол. Pałac Potockich) — памятник архитектуры во Львове Львовской области Украины. Расположен на улице Коперника, 15. Дворец был построен в 1880 году по проекту французского архитектора Людвига де Верни при участии польского архитектора Юлиана Цибульского на месте небольшой усадьбы, ранее принадлежавшей Альфреду Юзефу Потоцкому.

## Дворец

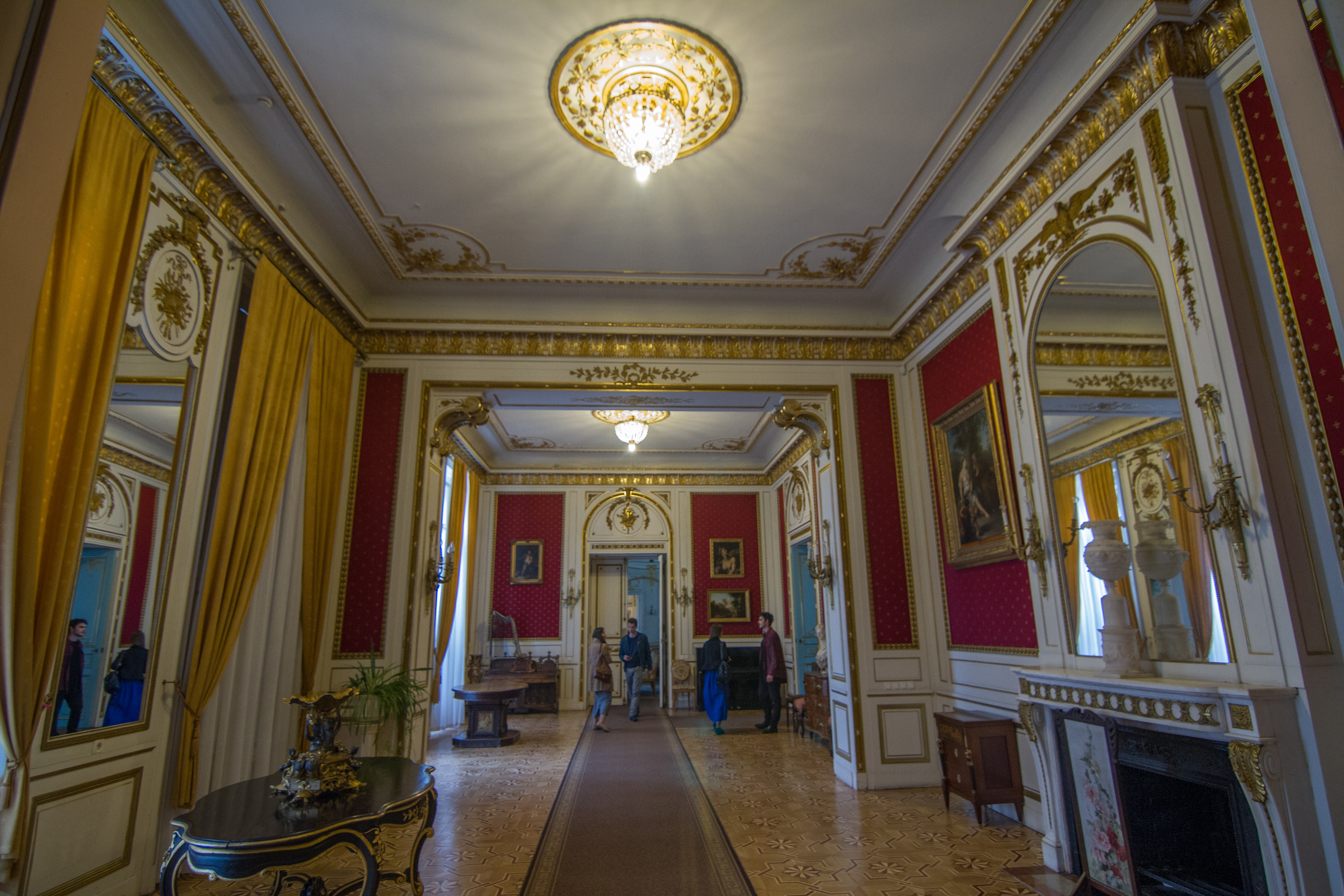
Интерьер

Здание выполнено в стиле французского классицизма, кирпичное, оштукатуренное, Н-образное в плане, с развитым центральным ризалитом и боковыми крыльями, трёхэтажное, с мансардами. Фасады декорированы фигурными обрамлениями окон и псевдо-рустом, лепными консолями балконов и балюстрадами. Парадный вход оформлен арочным портиком с лепкой и ионическими колоннами. В первом этаже расположены парадные залы для приёма гостей, в оформлении которых широко использованы лепка, позолота, разноцветный мрамор, ценные породы дерева, живопись. С улицы во двор ведут парадные монументальные ворота с двумя флигелями, украшенные картушем. Для приёмов во дворце Потоцких были предусмотрены места для подъезда экипажа, залы для встреч. Общая площадь дворца составляет 3100 квадратных метров.
Первоначально на территории дворца располагался большой парк. Уже в конце XIX — начале XX веков вокруг дворца Потоцких возвели целый ряд многоэтажных домов, часть из которых выходила передними фасадами на улицу, а тыльными частями в сторону дворца. Поэтому вид на дворец Потоцких остался открытым только с улицы Коперника.
В 1972 году в здании разместился Дворец торжественных событий (дворец бракосочетаний). В 1973—1974 годах реставрировался.
В 1996 году рядом со зданием был возведён Львовский дворец искусств. Вскоре, в 2000-е годы дворец Потоцких был передан Львовской галерее искусств.